# 아라크네

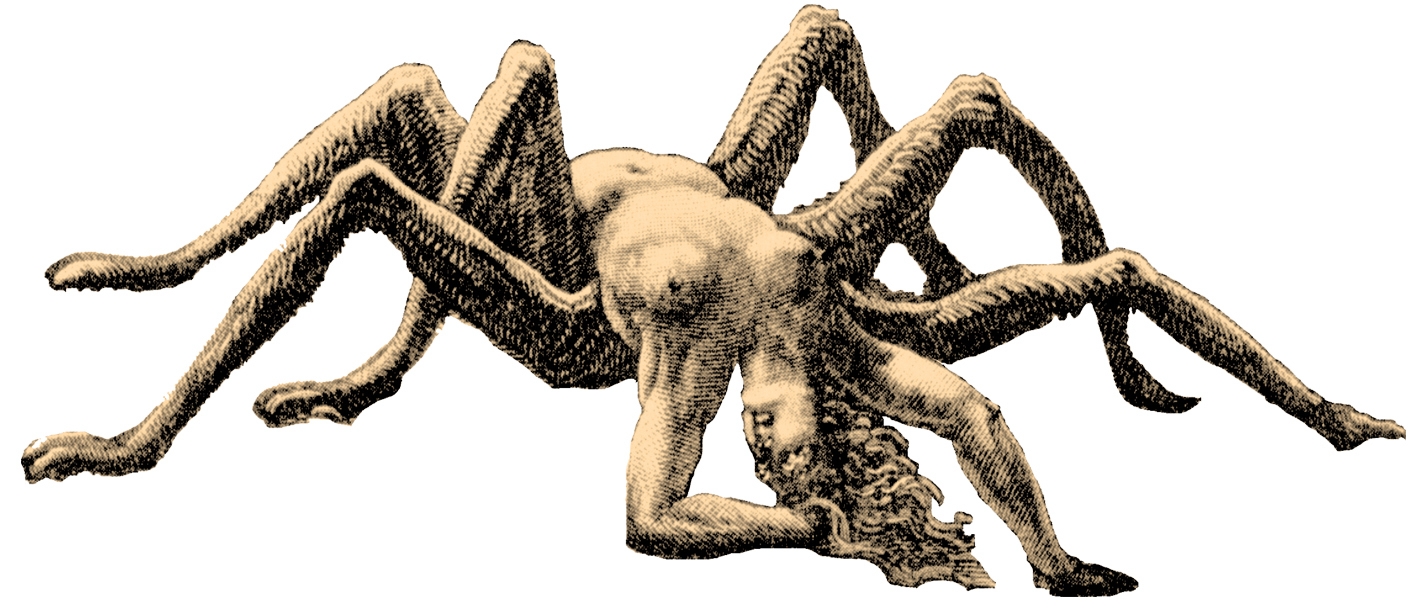
단테의 신곡 삽화에 그려진 아라크네.

아라크네는 그리스 신화에 등장하는 여인이다.

## 신화
리디아의 염색의 명인 이드몬의 딸인 아라크네는 베짜기와 자수를 잘하였다. 그녀는 자신의 솜씨가 아테나 여신보다 뛰어나다고 실력을 뽐내며, 아테나에게 도전한다. 아라크네의 자만심에 화가 난 아테나는 할머니로 변신하여 신을 모독하지 말고 용서를 구하라고 충고했는데, 아라크네가 그녀를 무시하고 쫓아내려 하자 자신의 본래 모습으로 돌아와 그녀와 시합을 벌인다.
아테나는 자신과 포세이돈이 아테네를 두고 겨룬 승부의 광경과 신에게 대항한 인간들이 욕을 보는 장면과 자신의 신목이자 평화의 상징인 올리브를 수놓아 아라크네에게 경쟁을 포기하라는 경고를 하였다. 그럼에도 불구하고 아라크네는 자신의 직물에 제우스와 여러 신들의 문란한 성생활을 뛰어난 솜씨로 수놓는다. 아테나는 아라크네의 뛰어난 솜씨에는 감탄했지만, 신들을 웃음거리로 만드는 자수내용에 모욕과 분노를 느껴 북으로 직물을 찢는다. 아테나는 이 행동으로 인해 '신이 인간에게 패배했다.'고 공식적으로 인정하고 만다.
아테나는 아라크네에게 패배했다는 사실을 아라크네 스스로가 인식하지 못하도록 북으로 아라크네의 이마를 때리며 자신의 죄와 치욕을 느끼게 하였고, 아라크네는 치욕을 참지 못하여 목을 맨다. 아라크네를 불쌍히 여긴 아테나는 그녀가 영원히 실을 짓도록 하게 만들고자 아코니트 즙을 뿌려 그녀를 거미로 만들고, 그녀의 목에 매어있던 밧줄은 거미줄이 된다.

## 같이 보기
- 마르시아스
- 메두사
- 오비디우스
- 가이우스 플리니우스 세쿤두스
- 베르길리우스